# Gianluca Zambrotta
Gianluca Zambrotta [dʒanˈluːka dzambˈrɔtta] (ur. 19 lutego 1977 w Como) – włoski piłkarz grający na pozycji obrońcy.

## Como Calcio
Zambrotta urodził się w Como, 19 lutego 1977 roku. Tam też rozpoczął swoją karierę piłkarską. W 1994 roku, w wieku siedemnastu lat, klub z Serie B, Como Calcio, zakontraktował młodego Zambrottę. W swoim debiutanckim sezonie nie mógł zachwycić – zagrał zaledwie jeden mecz. Przez to, iż nie dostawał szans, nie mógł pomóc swojemu klubowi uniknąć spadku z ligi. W następnym sezonie Gianluca zaczął grać regularnie. Spędził w Como trzy sezony, aż do sezonu 1996/1997. W swoich dwóch ostatnich latach w rodzinnym mieście Zambrotta rozegrał czterdzieści siedem meczów i strzelił sześć goli.

## AS Bari
W 1997 zaczęła się kariera Włocha w Serie A. Jego potencjalnie wielki talent wytropił szef ówczesnego beniaminka, AS Bari – Eugenio Fascetti. Gianluca w pierwszym sezonie w Bari grał na lewym skrzydle. W dwudziestu siedmiu występach strzelił dwa gole. Następnie z klubu odszedł Nicola Ventola i Zambrotta eksplodował. Już w pierwszym meczu przeciwko Venezie Gianluca strzelił gola w dziewiątej minucie spotkania. Ku zaskoczeniu wszystkich był kluczową postacią zespołu na początku rozgrywek. W siódmej kolejce Bari wyjechało do Mediolanu na mecz z Interem. Zambrotta strzelił pierwszego gola i mocno przyczynił się do zwycięstwa 3:2.

## Juventus
Pod wrażeniem jego gry, Carlo Ancelotti postanowił go ściągnąć do Juventusu. Za transfer Włocha musieli zapłacić aż 15.85 miliona euro. Po transferze do drużyny Starej Damy Gianluca dalej się rozwijał. W swoim pierwszym sezonie w Turynie Zambrotta zaliczył trzydzieści dwa występy i strzelił jednego gola. W ostatniej kolejce Juventus, po porażce 1:0 z Perugią (Zambrotta dostał czerwoną kartkę) stracił mistrzostwo na rzecz S.S. Lazio, które wygrało mecz z Regginą 3:0.

## Finał Ligi Mistrzów
Przez swoją kontuzję Zambrotta musiał opuścić początek sezonu 2002/2003. Z tego powodu został zakupiony Mauro Camoranesi, który zaczął grę na prawym skrzydle. Był w świetnej formie. To skłoniło Lippiego do przesunięcia Gianluki z prawej pomocy na lewą stronę obrony, gdy ten wyzdrowiał. Zambrotta świetnie zaadaptował się w nowym otoczeniu i zaczął grać regularnie. Sięgnął po drugie mistrzostwo Włoch oraz dotarł do finału Ligi Mistrzów, gdzie Juve zostało pokonane po rzutach karnych przez A.C. Milan. W finale Ligi Mistrzów z uwagi na absencję Pavla Nedveda Zambrotta wystąpił na lewej stronie pomocy.

## Mistrzostwo Włoch
W sezonach 2004/2005 i 2005/2006 Bianconeri ponownie byli pierwsi w tabeli Serie A. Po licznych kontuzjach na początku sezonu 2005/2006 Gianluca powrócił na prawą stronę obrony. W 2005 roku podpisał też kontrakt z Juventusem aż do 2010 roku. Wtedy też Włoch pozował do kalendarza, z którego dochód przeznaczono na odbudowę centrum macierzyństwa w Afganistanie.

## Calciopoli
Po mundialu w 2006 roku Zambrotta powrócił do Włoch, gdzie ludzie mówili nie o zwycięstwie reprezentacji Włoch, lecz o skandalu. 5 klubów z Serie A zostało oskarżonych, między innymi, o wpływanie na dobór sędziów na mecze ligowe, w tym w Juventus F.C., ale kara wykluczenia z rozgrywek spotkała tylko Starą Damę.
```
Gianluca, zdegustowany degradacją do 
Serie B
 postanowił odejść z klubu. O Włocha walczyły 
A.C. Milan
, 
Chelsea F.C.
, 
Real Madryt
 i 
FC Barcelona
. W końcu Gianluca wraz z kolegą z Juve, defensorem 
reprezentacji Francji
 
Lilianem Thuramem
, przeszedł za czternaście milionów Euro do drużyny z Katalonii.
```

## FC Barcelona
Gianluca Zambrotta został graczem Barcelony latem 2006 roku. Przybył do klubu wraz z kolegą klubowym z Juventusu, Lilianem Thuramem. Był elementem operacji „rozbiórka Juve” (włoski klub został zdegradowany do Serie B za udział w aferze Calciopoli). Włoch to niezwykle szybki boczny obrońca, bądź też pomocnik. Carlo Ancelotti mawiał o nim: „Zambrotta może grać na każdej pozycji i zawsze będzie świetny.”
4 sierpnia 2006 roku Zambrotta zameldował się po wakacjach w Los Angeles, gdzie FC Barcelona rozgrywała jeden z meczów tournée po USA. Zambrotta zagrał w Barcelonie 58 spotkań i strzelił 3 bramki.

## AC Milan
Pod koniec maja 2008 roku (kiedy Barcelonę objął Josep Guardiola), Gianluca podpisał kontrakt z włoskim klubem A.C. Milan.

## Reprezentacja U-21
Tuż po pierwszych meczach w Serie A, Zambrotta przykuł do siebie wzrok trenera włoskiej młodzieżówki. Zadebiutował w meczu przeciwko Malcie do lat 21 25 marca 1998 roku. Już w swoim drugim występie, z Walią, Zambrotta strzelił bramkę i pomógł w zwycięstwie 2:1. We wszystkich grach z jego udziałem w 1998 roku, reprezentacja młodzieżowa Włoch nie przegrała żadnego spotkania, remisując zaledwie jedno.

## Reprezentacja seniorska – debiut
W lutym 1999 roku Dino Zoff, ówczesny selekcjoner Włoch, powołał 22-letniego Gianlukę do pierwszej reprezentacji na towarzyskie spotkanie z Norwegami. Tym samym stał się pierwszym od pięćdziesięciu lat reprezentantem Włoch z klubu Bari. W sezonie 1998/1999 Zambrotta zagrał dla Bari trzydzieści dwa razy i strzelił cztery bramki.

## Euro 2000
Swoimi występami Gianluca przekonał Dino Zoffa do zabrania go na mistrzostwa Europy w Belgii i Holandii. Reprezentacja Włoch wygrała grupę, a Zambrotta zagrał w dwóch pierwszych meczach. Potem pojawił się w podstawowej jedenastce z powrotem w ćwierćfinale i pomógł Włochom w zwycięstwie 2:0 nad Rumunami. W półfinale z Holendrami Zambrotta ujrzał 2 żółte kartki już po trzydziestu czterech minutach meczu. Następnie Francesco Toldo obronił cztery jedenastki w serii rzutów karnych i Włosi awansowali do finału, gdzie czekali Francuzi. Pod nieobecność Gianluki Włosi przegrali 2-1 po złotym golu Davida Trezegueta.

## Igrzyska Olimpijskie 2000
Po przegranym Euro 2000, Zambrotta wraz z młodzieżową reprezentacją udał się na Igrzyska Olimpijskie w Sydney. Po dwóch zwycięstwach i zapewnieniu sobie awansu z grupy, przed ostatnim meczem trener posadził Gianlukę na ławce i wprowadził dopiero w osiemdziesiątej minucie. To był jego ostatni występ w zespole młodzieżowym. Bez Gianluki reprezentacja Włoch dotarła do finału, gdzie przegrała z Hiszpanią.

## Pierwsze mistrzostwo
W sezonie 2000/2001 w dwudziestu dziewięciu meczach Gianluca strzelił trzy gole. Juve zajęło drugą lokatę na koniec sezonu. Rok później Gianluca sięgnął po swoje pierwsze Scudetto. Wystąpił wtedy w trzydziestu dwóch meczach strzelając jedną bramkę.

## MŚ 2002
Wraz z zakontraktowaniem nowego selekcjonera, Giovanniego Trapattoniego, Zambrotta zaczął częściej występować w drużynie narodowej. Tuż przed mundialem miał już na swoim koncie dwadzieścia trzy reprezentacyjne mecze. W fazie grupowej mistrzostw w Korei i Japonii, Gianluca zagrał pełne dwieście siedemdziesiąt minut. W 1/8 finału Włochy natrafiły na współgospodarzy – Koreę Południową. W siedemdziesiątej drugiej minucie Zambrotta został sfaulowany przez koreańskiego obrońcę. Doznał bolesnej kontuzji uda i został zniesiony na noszach z boiska. Włosi przegrali ten mecz po dogrywce i odpadli z turnieju.

## Euro 2004
Po rezygnacji z gry w reprezentacji Włoch Paolo Maldiniego, Zambrotta przejął jego pozycję w drużynie. 30 maja 2004 roku, w meczu z Tunezją, strzelił swojego pierwszego gola dla pierwszej reprezentacji. Gianluca uderzył piłkę z woleja po główce Corradi’ego. Następnie Zambrotta udał się z drużyną Włoch na mistrzostwa Europy do Portugalii. Włosi rozczarowali, odpadając już w fazie grupowej. Jednym z niewielu, którzy nie zawiedli był Zambrotta.

## MŚ 2006
W reprezentacji zaszła zmiana – selekcjonerem został Marcello Lippi, który przesunął Gianlukę na prawą stronę obrony. W kadrze pojawiło się wiele nowych twarzy, lecz nadal było w niej miejsce dla Zambrotty. Gianluca pomógł drużynie w awansie do niemieckiego mundialu, występując w ośmiu z dziesięciu meczów kwalifikacyjnych. Przed mundialem na jego koncie były już pięćdziesiąt dwa reprezentacyjne mecze. Zambrotta został wybrany do 23-osobowego składu na Weltmeisterschaft 2006. Podczas przygotowań do mistrzostw, Gianluca doznał kontuzji lewego uda na dwanaście dni przed meczem otwarcia w sparingu z San Giminiano. Na szczęście, później okazało się, iż kontuzja nie jest bardzo poważna i Zambrotta będzie mógł zagrać już w drugim meczu Włoch. Gianluca zagrał w meczu z USA na lewej obronie, jednak nie błyszczał. Na mecz z Czechami oraz 1/8 finału z Australią, Zambrotta został przesunięty na prawą obronę. Mimo to, także niczym nie zachwycił. Lecz później było już lepiej. Gianluca ćwierćfinał z Ukrainą zaczął na prawej stronie. Już w szóstej minucie trafił do siatki. Była to jego druga i jak na razie ostatnia bramka w kadrze. Następnie został przesunięty na lewą pomoc, skąd asystował przy drugiej bramce Luki Toniego. Włosi pewnie zwyciężyli 3:0. Półfinał z gospodarzami i Gianluca znów na prawej obronie. W meczu wyróżnił się mocnym strzałem sprzed pola karnego, który nie trafił do siatki. Po dogrywce Włosi zwyciężyli 2:0. Finał z Francją był dla Zambrotty pierwszym finałem od kiedy gra w reprezentacji. Mecz zakończył się zwycięstwem Włoch w karnych 5:3. Zambrotta nie wykonywał jedenastki. Do tego momentu Gianluca Zambrotta zaliczył w kadrze pięćdziesiąt osiem spotkań oraz dwa trafienia.

## Euro 2008
Gianluca Zambrotta był także w kadrze Włoch na Euro 2008. Reprezentacja Włoch doszła do ćwierćfinału.

## Statystyki kariery
| Sezon                                                                        | Liga                                                                         | Liga                                                                         | Puchar krajowy                                                               | Puchar krajowy                                                               | Europejskie puchary                                                          | Europejskie puchary                                                          |
| Sezon                                                                        | Występy                                                                      | Gole                                                                         | Występy                                                                      | Gole                                                                         | Występy                                                                      | Gole                                                                         |
| Calcio Como (1994-97) (50 występy, 6 goli) 1994-95 Serie B, 1995-97 Serie C1 | Calcio Como (1994-97) (50 występy, 6 goli) 1994-95 Serie B, 1995-97 Serie C1 | Calcio Como (1994-97) (50 występy, 6 goli) 1994-95 Serie B, 1995-97 Serie C1 | Calcio Como (1994-97) (50 występy, 6 goli) 1994-95 Serie B, 1995-97 Serie C1 | Calcio Como (1994-97) (50 występy, 6 goli) 1994-95 Serie B, 1995-97 Serie C1 | Calcio Como (1994-97) (50 występy, 6 goli) 1994-95 Serie B, 1995-97 Serie C1 | Calcio Como (1994-97) (50 występy, 6 goli) 1994-95 Serie B, 1995-97 Serie C1 |
| ---------------------------------------------------------------------------- | ---------------------------------------------------------------------------- | ---------------------------------------------------------------------------- | ---------------------------------------------------------------------------- | ---------------------------------------------------------------------------- | ---------------------------------------------------------------------------- | ---------------------------------------------------------------------------- |
| 1994-95                                                                      | 1                                                                            | 0                                                                            | 0                                                                            | 0                                                                            |                                                                              |                                                                              |
| 1996-96                                                                      | 14                                                                           | 2                                                                            | 1                                                                            | 0                                                                            |                                                                              |                                                                              |
| 1996-97                                                                      | 33                                                                           | 4                                                                            | 1                                                                            | 0                                                                            |                                                                              |                                                                              |
| AS Bari (1997-99) (65 występy, 8 goli)                                       |                                                                              |                                                                              |                                                                              |                                                                              |                                                                              |                                                                              |
| 1997-98                                                                      | 27                                                                           | 2                                                                            | 2                                                                            | 2                                                                            |                                                                              |                                                                              |
| 1998-99                                                                      | 32                                                                           | 4                                                                            | 4                                                                            | 0                                                                            |                                                                              |                                                                              |
| Juventus F.C. (1999–2006) (296 występy, 10 goli)                             |                                                                              |                                                                              |                                                                              |                                                                              |                                                                              |                                                                              |
| 1999-00                                                                      | 32                                                                           | 1                                                                            | 2                                                                            | 0                                                                            | 12                                                                           | 2                                                                            |
| 2000-01                                                                      | 29                                                                           | 3                                                                            | 0                                                                            | 0                                                                            | 0                                                                            | 0                                                                            |
| 2001-02                                                                      | 32                                                                           | 1                                                                            | 6                                                                            | 1                                                                            | 9                                                                            | 0                                                                            |
| 2002-03                                                                      | 26                                                                           | 1                                                                            | 3                                                                            | 0                                                                            | 13                                                                           | 0                                                                            |
| 2003-04                                                                      | 30                                                                           | 1                                                                            | 7                                                                            | 0                                                                            | 5                                                                            | 0                                                                            |
| 2004-05                                                                      | 36                                                                           | 0                                                                            | 0                                                                            | 0                                                                            | 12                                                                           | 0                                                                            |
| 2005-06                                                                      | 32                                                                           | 0                                                                            | 2                                                                            | 0                                                                            | 8                                                                            | 0                                                                            |
| FC Barcelona (2006–2008) (81 występów, 3 gole)                               |                                                                              |                                                                              |                                                                              |                                                                              |                                                                              |                                                                              |
| 2006-07                                                                      | 29                                                                           | 3                                                                            | 5                                                                            | 0                                                                            | 6                                                                            | 0                                                                            |
| 2007-08                                                                      | 29                                                                           | 0                                                                            | 5                                                                            | 0                                                                            | 7                                                                            | 0                                                                            |
| A.C. Milan (od 2008) (70 występów, 1 gol)                                    |                                                                              |                                                                              |                                                                              |                                                                              |                                                                              |                                                                              |
| 2008-09                                                                      | 33                                                                           | 1                                                                            | 1                                                                            | 0                                                                            | 6                                                                            | 0                                                                            |
| 2009-10                                                                      | 23                                                                           | 0                                                                            | 1                                                                            | 0                                                                            | 5                                                                            | 0                                                                            |